# Ràdujni (Khanti-Mansi)
|  | Per a altres significats, vegeu «Ràdujni». |

Ràdujni (en rus: Радужный) és una ciutat de Rússia, del Districte Autònom Khanti-Mansi — Iugrà. La població és, segons el cens rus de 2021, de 43.577habitants. Ràdujni es troba a la riba del riu Agan, i es troba a la plana de Sibèria occidental, a 468 km al nord-est de Khanti-Mansisk, a 868 km al nord-est de Tiumén i a 2.354 km al nord-est de Moscou.

## Història
La fundació de Ràdujni està lligada al desenvolupament de l'explotació petrolera al districte de Khanti-Mansi. Rebé l'estatus de ciutat el 1985. La vila té un aeroport i la seva economia es basa en l'extracció de gas natural i petroli.